# Finlandia Foothills
Die Finlandia Foothills sind ein 16 km langes und 5 km breites Massiv auf der Alexander-I.-Insel vor der Westküste der Antarktischen Halbinsel. Sie ragen an der Westflanke des Sibelius-Gletschers auf. Höchster Gipfel mit 1119 m ist der Dragon Peak.
Erste Luftaufnahmen entstanden bei der US-amerikanischen Ronne Antarctic Research Expedition (1947–1948). Diese dienten dem britischen Geographen Derek Searle vom Falkland Islands Dependencies Survey im Jahr 1960 für eine Kartierung. Das UK Antarctic Place-Names Committee benannte das Massiv 1977 in Anlehnung an die Benennung des Sibelius-Gletschers nach der sinfonischen Dichtung „Finlandia“ des finnischen Komponisten Jean Sibelius.